# Frauenfußball Universitätssportverein Jena 2016-2017
Questa voce raccoglie le informazioni riguardanti la sezione di calcio femminile del Frauenfußball Universitätssportverein Jena nelle competizioni ufficiali della stagione 2016-2017.

## Stagione

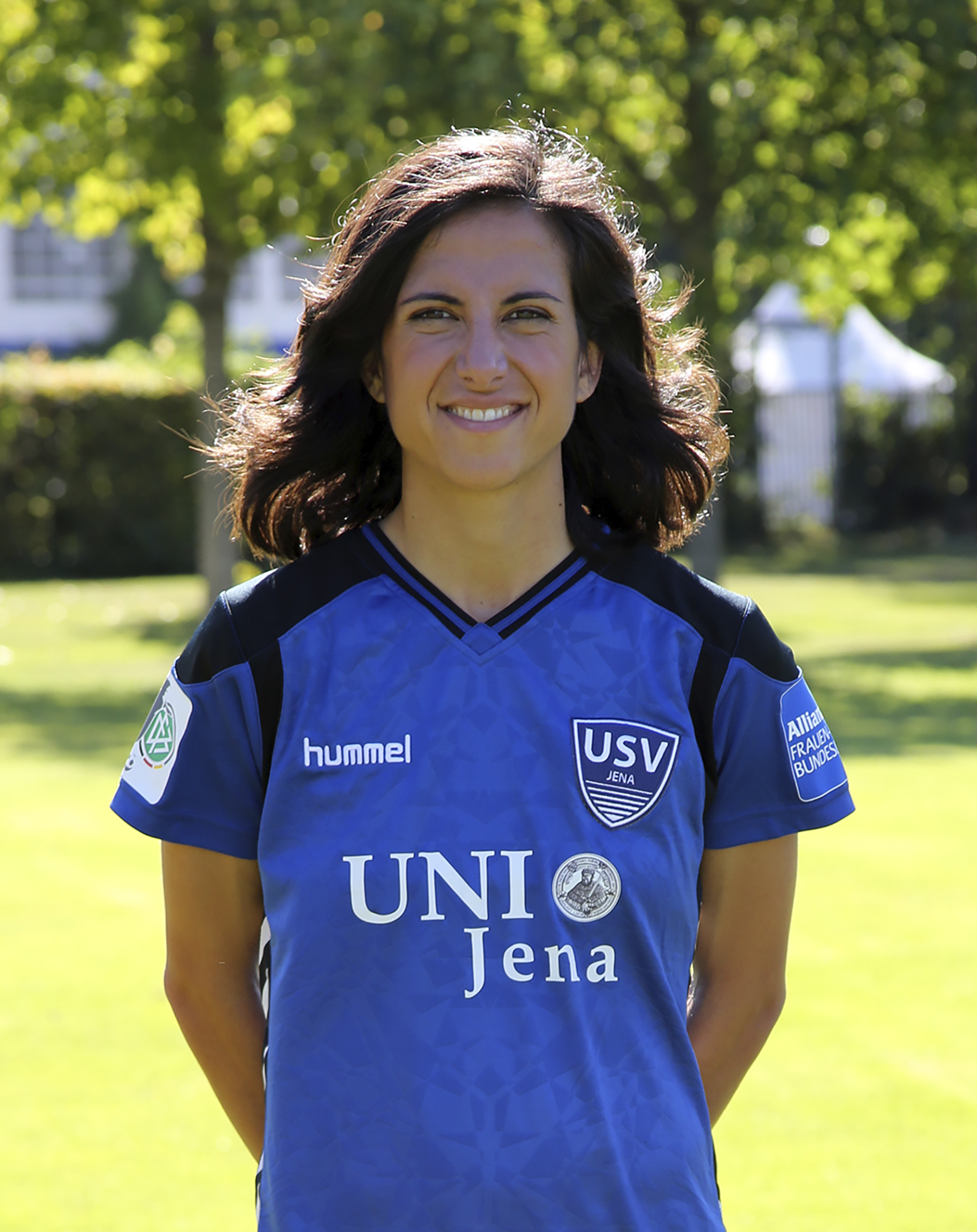
La centrocampista della Nazionale portoghese Dolores Silva, una delle tre giocatrici più utilizzate durante la stagione.

Dopo la partenza del tecnico Daniel Kraus, trasferitosi al SGS Essen, la dirigenza affida la panchina della squadra a Christian-Franz Pohlmann, che la stagione precedente aveva allenato il Gütersloh portandolo al 3º posto del girone nord, muovendosi nel contempo sul mercato estivo su tutti i reparti, integrando il proprio organico con il portiere della nazionale belga Justien Odeurs, la centrocampista della nazionale portoghese Laura Luís e la giovane promessa del reparto offensivo Annalena Rieke, sempre di provenienza Gütersloh, promuovendo inoltre diverse giocatrici dalle sue giovanili e dalla squadra riserve (Jena II).
Le prestazioni offerte dalla squadra in campionato, con 6 sconfitte e 2 sole vittorie, convincono la società a esonerare Pohlmann dopo l'8ª giornata e affidare la panchina a Katja Greulich, operazione che però non darà i frutti sperati se non conservare posizioni di medio-bassa classifica che comunque garantiscono allo Jena un'agevole salvezza.
Il percorso in Coppa di Germania si interrompe già al primo impegnativo scoglio; dopo aver passato il secondo turno di qualificazione faticando ad aver ragione dell'Hohen Neuendorf, squadra di 2. Frauen-Bundesliga, superandola solo ai tempi supplementari, viene eliminata dal Bayer Leverkusen agli ottavi di finale con il pesante risultato di 5-0.

## Maglie e sponsor
Il main sponsor era UNI Jena, quello tecnico, fornitore delle tenute da gioco, Hummel.
|  | Casa | Trasferta |

## Rosa
Rosa, ruoli e numeri di maglia come da sito ufficiale, aggiornata al 13 marzo 2017.
| N. |                          | Ruolo | Calciatore           |
| -- | ------------------------ | ----- | -------------------- |
| 1  | Germania (bandiera)      | P     | Julia Gornowitz      |
| 2  | Germania (bandiera)      | C     | Franziska Mai        |
| 3  | Canada (bandiera)        | D     | Shannon Woeller      |
| 5  | Germania (bandiera)      | D     | Annalena Breitenbach |
| 6  | Germania (bandiera)      | C     | Susanne Utes         |
| 7  | Germania (bandiera)      | C     | Ivana Rudelić        |
| 8  | Portogallo (bandiera)    | A     | Laura Luís           |
| 9  | Germania (bandiera)      | A     | Annalena Rieke       |
| 10 | Nuova Zelanda (bandiera) | A     | Amber Hearn          |
| 11 | Rep. Ceca (bandiera)     | A     | Lucie Voňková        |
| 12 | Rep. Ceca (bandiera)     | D     | Jana Sedláčková      |
| 13 | Germania (bandiera)      | D     | Karoline Heinze      |
| 14 | Portogallo (bandiera)    | C     | Dolores Silva        |

| N. |                        | Ruolo | Calciatore                   |
| -- | ---------------------- | ----- | ---------------------------- |
| 16 | Germania (bandiera)    | C     | Luca Maria Graf              |
| 17 | Germania (bandiera)    | D     | Lisa Seiler                  |
| 18 | Germania (bandiera)    | C     | Annika Graser                |
| 20 | Germania (bandiera)    | C     | Anna Weiß                    |
| 21 | Germania (bandiera)    | C     | Marie-Luise Herrmann         |
| 22 | Paesi Bassi (bandiera) | A     | Claudia van den Heiligenberg |
| 23 | Germania (bandiera)    | C     | Maren Tellenbröker           |
| 24 | Germania (bandiera)    | P     | Kathrin Längert              |
| 26 | Belgio (bandiera)      | P     | Justien Odeurs               |
| 27 | Germania (bandiera)    | C     | Lina Hausicke                |
| 29 | Germania (bandiera)    | P     | Stina Johannes               |
| 31 | Germania (bandiera)    | C     | Julia Arnold                 |

## Calciomercato

### Sessione estiva
| Acquisti | Acquisti             | Acquisti                    | Acquisti                        |
| R.       | Nome                 | da                          | Modalità                        |
| -------- | -------------------- | --------------------------- | ------------------------------- |
| P        | Justien Odeurs       | Lierse                      | [ 4 ]                           |
| D        | Lisa Seiler          | Jena II                     | aggregata dalla squadra riserve |
| C        | Luca Graf            | Jena [Primavera B (F)]      | aggregata dalle giovanili       |
| C        | Patricia Hanebeck    | Turbine Potsdam             | definitivo                      |
| C        | Marie-Luise Herrmann | FFV Lipsia                  | definitivo                      |
| C        | Laura Luís           | MSV Duisburg                | definitivo                      |
| C        | Franziska Mai        | Jena [Primavera B (F)]      | aggregata dalle giovanili       |
| A        | Annalena Rieke       | Gütersloh [Primavera B (F)] | [ 1 ]                           |

| Cessioni | Cessioni        | Cessioni     | Cessioni                       |
| R.       | Nome            | a            | Modalità                       |
| -------- | --------------- | ------------ | ------------------------------ |
| P        | Vanessa Fischer | Sindelfingen | definitivo                     |
| P        | Stenia Michel   | Basilea      | definitivo                     |
| D        | Ria Percival    | Basilea      | definitivo                     |
| C        | Iva Landeka     | Rosengård    | definitivo                     |
| A        | Anna Krafczyk   | Jena II      | aggregata alla squadra riserve |

## Risultati

### Frauen-Bundesliga

#### Girone di andata
| Arbitro: | Rafalski (Baunatal) |

|  |           |                 |
|  | Marcatori | 7’, 65’ Voňková |

| Arbitro: | Baitinger (Friesenheim) |

|  |           |             |
|  | Marcatori | 69’ Miedema |

| Arbitro: | Kunkel (Amburgo) |

|                                       |           |           |
| Bresonik 24’ Kirchberger 31’ Nati 64’ | Marcatori | 76’ Hearn |

| Arbitro: | Diekmann (Dortmund) |

|  |           |              |
|  | Marcatori | 64’ Steinert |

| Arbitro: | Haider (Roth) |

|                                         |           |            |
| Islacker 64’ Nagasato 32’ Anstatt 90+1’ | Marcatori | 51’ Arnold |

| Arbitro: | Weigelt (Lipsia) |

|           |           |  |
| Hearn 22’ | Marcatori |  |

| Arbitro: | Derlin (Bad Schwartau) |

|          |           |  |
| Huth 47’ | Marcatori |  |

| Arbitro: | Lohmeyer (Holtland) |

|  |           |                                                |
|  | Marcatori | 2’ Anyomi 49’ Doorsoun 70’ Andō 87’ Brüggemann |

| Arbitro: | Haider (Roth) |

|                      |           |          |
| Minge 71’ Wagner 85’ | Marcatori | 79’ Utes |

| Arbitro: | Derlin (Bad Schwartau) |

|                                         |           |  |
| Feiersinger 38’ Meyer 75’ Vojteková 76’ | Marcatori |  |

| Arbitro: | Rafalski (Baunatal) |

|             |           |                  |
| Voňková 47’ | Marcatori | 61’, 65’ Fischer |

#### Girone di ritorno
| Arbitro: | Wozniak (Herne) |

|              |           |           |
| Hausicke 12’ | Marcatori | 76’ Barth |

| Arbitro: | Kunkel (Amburgo) |

|                  |           |                       |
| Miedema 65’, 70’ | Marcatori | 38’ (aut.) Zinsberger |

| Arbitro: | Weigelt (Lipsia) |

|             |           |  |
| Voňková 62’ | Marcatori |  |

| Arbitro: | Wacker (Lehrensteinsfeld) |

|                  |           |  |
| Moser 83’ (rig.) | Marcatori |  |

| Arbitro: | Stolz (Pritzwalk) |

|  |           |              |
|  | Marcatori | 28’ Islacker |

| Arbitro: | Heimann (Gladbeck) |

|  |           |                              |
|  | Marcatori | 7’ Hearn 66’ Utes 76’ Arnold |

| Arbitro: | Biehl (Siesbach) |

|  |           |                    |
|  | Marcatori | 32’ Rauch 42’ Huth |

| Arbitro: | Kunkel (Amburgo) |

|                     |           |                                           |
| Hartmann 40’ (rig.) | Marcatori | 1’, 29’ Voňková 41’ Sedláčková 51’ Arnold |

| Arbitro: | Weigelt (Lipsia) |

|  |           |                       |
|  | Marcatori | 6’ Magull 60’ Zehnder |

| Arbitro: | Diekmann (Dortmund) |

|  |           |                                            |
|  | Marcatori | 43’ Burger 76’ (rig.) Van Bonn 90+1’ Savin |

| Arbitro: | Rafalski (Baunatal) |

|                                         |           |                      |
| Graham Hansen 69’ (rig.) Dickenmann 82’ | Marcatori | 22’ Arnold 45’ Ramos |

### DFB-Pokal der Frauen
| Arbitro: | Kunkel (Amburgo) |

|               |           |                                             |
| Göldner 90+3’ | Marcatori | 16’ (rig.) Voňková 99’, 120+2’ (rig.) Ramos |

| Arbitro: | Biehl (Siesbach) |

|                                            |           |  |
| Knaak 45’, 78’ Schwab 55’, 85’ Csiszár 66’ | Marcatori |  |

## Statistiche

### Statistiche di squadra
| Competizione         | Punti | In casa | In casa | In casa | In casa | In casa | In casa | In trasferta | In trasferta | In trasferta | In trasferta | In trasferta | In trasferta | Totale | Totale | Totale | Totale | Totale | Totale | DR  |
| Competizione         | Punti | G       | V       | N       | P       | Gf      | Gs      | G            | V            | N            | P            | Gf           | Gs           | G      | V      | N      | P      | Gf     | Gs     | DR  |
| -------------------- | ----- | ------- | ------- | ------- | ------- | ------- | ------- | ------------ | ------------ | ------------ | ------------ | ------------ | ------------ | ------ | ------ | ------ | ------ | ------ | ------ | --- |
| Frauen-Bundesliga    | 17    | 11      | 2       | 1       | 8       | 4       | 17      | 11           | 3            | 1            | 7            | 15           | 17           | 22     | 5      | 2      | 15     | 19     | 34     | -15 |
| DFB-Pokal der Frauen | -     | -       | -       | -       | -       | -       | -       | 2            | 1            | 0            | 1            | 3            | 6            | 2      | 1      | 0      | 1      | 3      | 6      | -3  |
| Totale               | -     | 11      | 2       | 1       | 8       | 4       | 17      | 13           | 4            | 1            | 8            | 18           | 23           | 24     | 6      | 2      | 16     | 22     | 40     | -18 |

### Andamento in campionato
| Giornata  | 1 | 2 | 3 | 4 | 5 | 6 | 7 | 8 | 9 | 10 | 11 | 12 | 13 | 14 | 15 | 16 | 17 | 18 | 19 | 20 | 21 | 22 |
| --------- | - | - | - | - | - | - | - | - | - | -- | -- | -- | -- | -- | -- | -- | -- | -- | -- | -- | -- | -- |
| Luogo     | T | C | T | C | T | C | T | C | T | T  | C  | C  | T  | C  | T  | C  | T  | C  | T  | C  | C  | T  |
| Risultato | V | P | P | P | P | V | P | P | P | P  | P  | N  | P  | V  | P  | P  | V  | P  | V  | P  | P  | N  |
| Posizione | 4 | 8 | 8 | 8 | 8 | 8 | 8 | 9 | 9 | 10 | 10 | 10 | 10 | 10 | 10 | 10 | 9  | 9  | 9  | 9  | 9  | 9  |

Legenda:

Luogo: C = Casa; T = Trasferta. Risultato: V = Vittoria; N = Pareggio; P = Sconfitta.

### Statistiche delle giocatrici
| Giocatore               | Frauen-Bundesliga | Frauen-Bundesliga | Frauen-Bundesliga | Frauen-Bundesliga | DFB-Pokal der Frauen | DFB-Pokal der Frauen | DFB-Pokal der Frauen | DFB-Pokal der Frauen | Totale   | Totale | Totale      | Totale     |
| Giocatore               | Presenze          | Reti              | Ammonizioni       | Espulsioni        | Presenze             | Reti                 | Ammonizioni          | Espulsioni           | Presenze | Reti   | Ammonizioni | Espulsioni |
| ----------------------- | ----------------- | ----------------- | ----------------- | ----------------- | -------------------- | -------------------- | -------------------- | -------------------- | -------- | ------ | ----------- | ---------- |
| J. Arnold               | 22                | 4                 | 4                 | 0                 | 2                    | 0                    | 0                    | 0                    | 24       | 4      | 4           | 0          |
| A. Breitenbach          | 4                 | 0                 | 1                 | 0                 | -                    | -                    | -                    | -                    | 4        | 0      | 1           | 0          |
| J. Gornowitz            | 0                 | 0                 | 0                 | 0                 | -                    | -                    | -                    | -                    | 0        | 0      | 0           | 0          |
| L. Graf                 | 2                 | 0                 | 0                 | 0                 | 1                    | 0                    | 1                    | 0                    | 3        | 0      | 1           | 0          |
| A. Graser               | 5                 | 0                 | 0                 | 0                 | 1                    | 0                    | 0                    | 0                    | 6        | 0      | 0           | 0          |
| P. Hanebeck             | 1                 | 0                 | 0                 | 0                 | -                    | -                    | -                    | -                    | 1        | 0      | 0           | 0          |
| L. Hausicke             | 17                | 1                 | 4                 | 1                 | -                    | -                    | -                    | -                    | 17       | 1      | 4           | 1          |
| A. Hearn                | 22                | 3                 | 3                 | 0                 | 2                    | 0                    | 0                    | 0                    | 24       | 3      | 3           | 0          |
| K. Heinze               | 15                | 0                 | 4                 | 0                 | 0                    | 0                    | 0                    | 0                    | 15       | 0      | 4           | 0          |
| M-L. Herrmann           | 20                | 0                 | 1                 | 0                 | 2                    | 0                    | 0                    | 0                    | 22       | 0      | 1           | 0          |
| S. Johannes             | 0                 | 0                 | 0                 | 0                 | 0                    | 0                    | 0                    | 0                    | 0        | 0      | 0           | 0          |
| K. Längert              | 14                | -20               | 1                 | 0                 | 1                    | -1                   | 0                    | 0                    | 15       | -21    | 1           | 0          |
| S. Löser                | 0                 | 0                 | 0                 | 0                 | -                    | -                    | -                    | -                    | 0        | 0      | 0           | 0          |
| F. Mai                  | -                 | -                 | -                 | -                 | 0                    | 0                    | 0                    | 0                    | 0        | 0      | 0           | 0          |
| R. Melhado              | 10                | 0                 | 0                 | 0                 | 2                    | 0                    | 1                    | 0                    | 12       | 0      | 1           | 0          |
| J. Odeurs               | 8                 | -14               | 0                 | 0                 | 1                    | -5                   | 0                    | 0                    | 9        | -19    | 0           | 0          |
| L. Ramos                | 14                | 1                 | 0                 | 0                 | 2                    | 2                    | 0                    | 0                    | 16       | 3      | 0           | 0          |
| A. Rieke                | 3                 | 0                 | 0                 | 0                 | -                    | -                    | -                    | -                    | 3        | 0      | 0           | 0          |
| I. Rudelić              | 18                | 0                 | 3                 | 0                 | 1                    | 0                    | 0                    | 0                    | 19       | 0      | 3           | 0          |
| J. Sedláčková           | 17                | 1                 | 0                 | 0                 | 2                    | 0                    | 0                    | 0                    | 19       | 1      | 0           | 0          |
| L. Seiler               | 18                | 0                 | 1                 | 0                 | 2                    | 0                    | 0                    | 0                    | 20       | 0      | 1           | 0          |
| D. Silva                | 22                | 0                 | 3                 | 0                 | 2                    | 0                    | 0                    | 0                    | 24       | 0      | 3           | 0          |
| M.M. Tellenbröker       | 3                 | 0                 | 0                 | 0                 | -                    | -                    | -                    | -                    | 3        | 0      | 0           | 0          |
| S. Utes                 | 18                | 2                 | 3                 | 0                 | 2                    | 0                    | 0                    | 0                    | 20       | 2      | 3           | 0          |
| A. Weiß                 | 6                 | 0                 | 0                 | 0                 | 2                    | 0                    | 0                    | 0                    | 8        | 0      | 0           | 0          |
| S. Woeller              | 11                | 0                 | 1                 | 0                 | -                    | -                    | -                    | -                    | 11       | 0      | 1           | 0          |
| C. Van den Heiligenberg | 15                | 0                 | 1                 | 0                 | 2                    | 0                    | 0                    | 0                    | 17       | 0      | 1           | 0          |
| L. Voňková              | 14                | 6                 | 1                 | 2                 | 1                    | 1                    | 0                    | 0                    | 15       | 7      | 1           | 2          |